# Symfonie nr. 9 (Bolcom)
William Bolcom voltooide zijn Symfonie nr. 9 in 2012. Bolcom had het 9e Symfonie-syndroom in zijn achterhoofd, want in wezen is dit zijn tiende symfonie. Tussen Symfonie nr. 8 en nummer 9 schreef Bolcom in 2008 zijn First symphony for band, die hij geen Symfonie nr. 9 dorst te noemen.  
Bolcoms symfonieën voorafgaand de genummerde negen werden geschreven op verzoek van grote symfonieorkest als het Boston Symphony Orchestra. Nummer negen is geschreven vanuit een minder hoogdravend oogpunt. Het is geschreven voor het leerlingenorkest van de Shepherd School of Music, onderdeel van de Rice University. Het was ter gelegenheid van het 100-jarig bestaan van die universiteit.
Er is geen commerciële opname beschikbaar van dit eendelig werk.